# تریلر (ترانه)
«تریلر» (به انگلیسی: Thriller) تک‌آهنگی از آلبوم «تریلر» اثر مایکل جکسون هنرمند آمریکایی است. این ترانه در ۲۳ ژانویه ۱۹۸۴ منتشر شد. پس از انتشار رتبه ۴ را در ۱۰۰ آهنگ داغ بیلبورد و رتبهٔ ۱۰ را در جدول موسیقی آلبوم‌های بریتانیا کسب نمود.
موزیک ویدئوی این ترانه با عنوان تریلر مایکل جکسون از طرف MTV به عنوان «بهترین موزیک ویدئوی تمام تاریخ» انتخاب شده‌است.
همچنین در سال ۲۰۰۹ توسط کتابخانه کنگره به لیست گنجینهٔ فیلم‌های ملی آمریکا (National Film Registry) اضافه شد. تریلر مایکل جکسون در این لیست اولین و تنها موزیک ویدئوی انتخاب شده‌است.
صدای فردی که به عنوان راوی، در موسیقی و موزیک‌ویدئو شنیده می‌شود، صدای وینسنت پرایس است.
با توجه به شواهد و مدارک این ترانه در حدود ۱٫۱۵۹٫۰۰۰ نسخه در آمریکا فروش داشته‌است و به‌طور منظم در صدر جدول‌های موسیقی و آهنگ‌های محبوب حضور داشته‌است.

## موزیک ویدئو

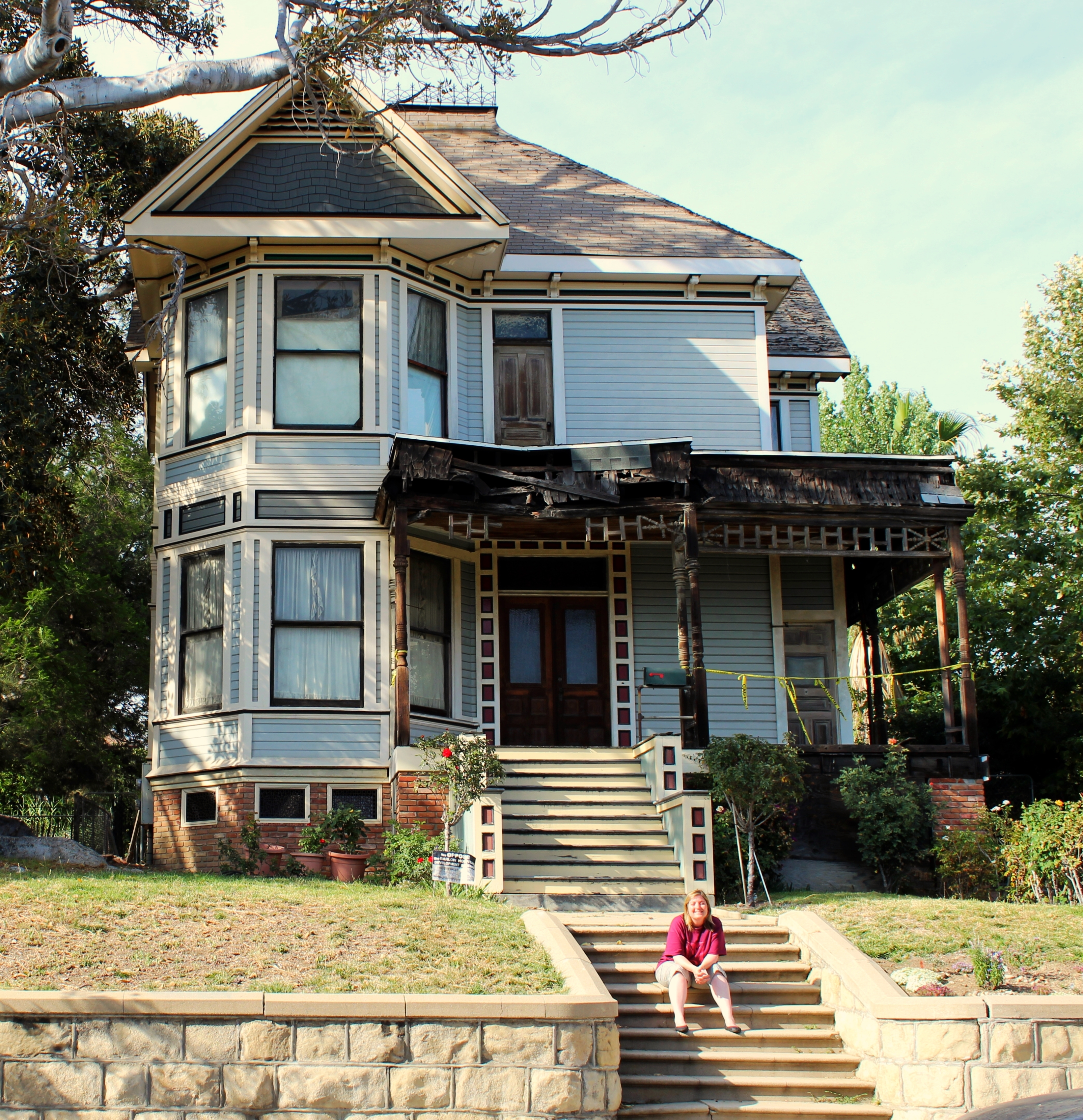
خانه‌ای که در پایان نماهنگ از آن استفاده می‌شود.

موزیک ویدئوی این ترانه توسط جان لندیس کسی که در سال ۱۹۹۱ نیز با جکسون در ویدئو کلیپ سیاه یا سفید همکاری داشته کارگردانی شده‌است.
مکان فیلم برداری این فیلم در لس آنجلس و نیویورک است و بودجهٔ ساخت آن ۱ میلیون دلار تخمین زده شده‌است اما جان لندیس بودجه را ۵۰۰٬۰۰۰ دلار اعلام کرد.

## ترجمه بخشی از ترانه
- It's close to midnight and something evil's lurking in the dark
- Under the moonlight, you see a sight that almost stops your heart
- You try to scream but terror takes the sound before you make it
- You start to freeze as horror looks you right between the eyes
- You're paralyzed

- داره نصف شب میشه و شیطان در تاریکی کمین کرده‌است.
- زیر نور ماه صحنه‌ای رو می‌بینی که قلبت را تا نهایت سکون متوقف می‌کنه
- سعی می‌کنی جیغ بزنی اما وحشت پیش از اینکه نُطُق بکشی صدایت را خفه کرده‌است.
- از هراس منجمد می‌شی در حالی که ترس رو در مقابل چشمات می‌بینی
- فلج و منجمد شدی

## دست اندرکاران
- ترانه‌سرا و آهنگساز: راد تمپرتون
- تهیه‌کننده: کوئینسی جونز و مایکل جکسون
- سینتی سایزر توسط گرگ فیلینگانسن، راد تمپرتون و برایان بانکز (کیبورد)
- برنامه‌نویسی سینتی سایزر توسط آنتونی مارینلی
- گیتار توسط دیوید ویلیامز
- ترومپت توسط جری هی وگری گرانت
- ساکسیفون و فلوت توسط لری ویلیامز
- تنظیم نهایی توسط جری هی
- بررسی اثر توسط بروس کانن و بروس سویدن